# Маравилья (Алагоас)
Маравилья (порт. Maravilha)  —  муниципалитет в Бразилии, входит в штат Алагоас. Составная часть мезорегиона Сертан штата Алагоас. Входит в экономико-статистический  микрорегион Сантана-ду-Ипанема.